# Gillian Flynn
Gillian Flynn (født 24. februar 1971) er en amerikansk forfatter der har skrevet tre romaner; Sharp Objects, Dark Places og Gone Girl, der alle tre er blevet filmatiseret enten som spillefilm eller tv-serie.

### Fiktion
- Sharp Objects (2006)
- Dark Places (2009)
- Gone Girl (2012)
- The Grownup (korthistorie) (2014)

### Faglitteratur
- "Be kind to people dressed as food ("Costume drama")". The New Yorker. Work for Hire. 10. oktober 2016. s. 78. In the late eighties, my job involved going out in public dressed as a tuxedoed dairy product. Children ran from me.